# 태즈매니언 타이거스

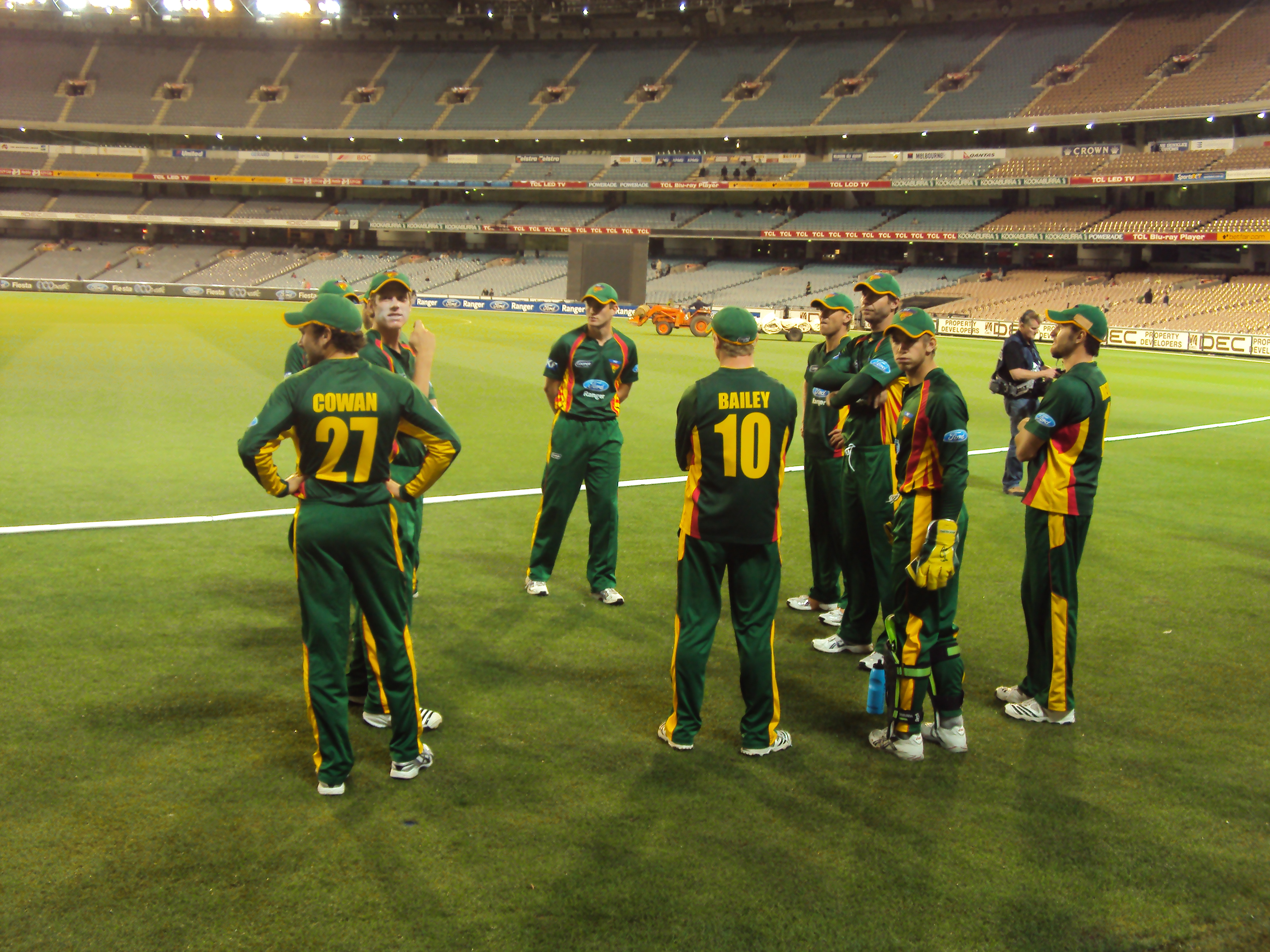

태즈매니언 타이거스(Tasmanian Tigers)는 1851년 창단한 호주의 프로 크리켓팀이다. 호주 호바트시를 연고로 하고있으며 홈구장은 벨러라이브 오벌이다. 현재 셰필드 쉴드, 포드 레인저 컵, 그리고 KFC 트웬티 20 빅 배쉬에 참가하고 있다.